# Evangelische Kirche Roxheim
Die Evangelische Kirche in Roxheim im Landkreis Bad Kreuznach in Rheinland-Pfalz gehört zum Kirchenkreis An Nahe und Glan der Evangelischen Kirche im Rheinland.

## Geschichte
Eine urkundliche Ersterwähnung stammt aus dem Jahr 1225, sie ist jedoch vermutlich älter. Der romanische Ostturm, ein Chorturm, stammt aus dem 13. Jahrhundert. Ein erster evangelischer Pfarrer wirkte wohl ab 1566, woran auch die Gegenreformation nichts änderte. Das sich hinter der Kirche befindliche denkmalgeschützte Pfarrhaus wurde im Zuge der Renovierung des Kirchenschiffs (1738) 1736 errichtet. Einige Säulen des alten Chorraumgewölbes sind noch erhalten.
Bedingt durch den Frieden von Rijswijk war die evangelische Kirche eine bis 1869 von beiden Konfessionen benutzte Simultankirche. Eine erneute umfassende Renovierung und Modernisierung (elektrische Glockenanlage) erfolgte in den 1970er Jahren.